# Zwartzustersklooster (Dendermonde)

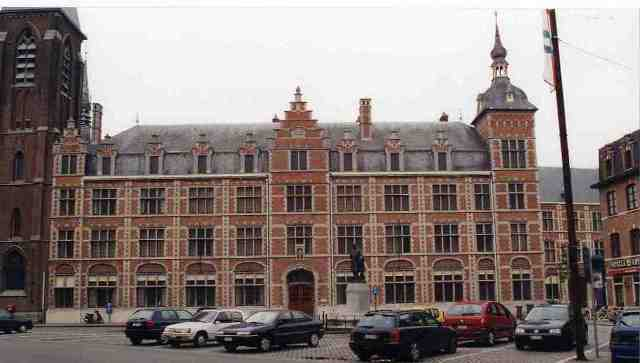
Zwartzustersklooster

Het Zwartzustersklooster (ook: Huize Nazareth) is een voormalig klooster in de Oost-Vlaamse stad Dendermonde, gelegen aan de Vlasmarkt 27-29.

## Geschiedenis
Vermoedelijk in 1491 kwamen de Zwartzusters vanuit Pamele naar Dendermonde. In 1493-1494 kochten zij een pand in de Kromme Elleboog, tegenwoordig Zwarte Zustersstraat genaamd. In 1545-1554 werd in de kloostertuin een ziekenhuis voor pestlijders gebouwd die door de zusters verzorgd werden. In 1702 werd het ziekenhuis nog vergroot maar in 1706 werd de stad belegerd door Engelse en Hollandse troepen (Spaanse Successieoorlog) en bij een bombardement werd het ziekenhuis verwoest. De kloostergebouwen werden heropgericht en in 1733 werd de nieuwe kerk ingewijd.
In de Franse tijd (einde 18e eeuw) werden de kloostergoederen in beslag genomen en openbaar verkocht. De zusters konden echter in 1809 twee huizen kopen en, nadat ze in 1814 hun habijt weer mochten dragen, konen zij in 1828 het Gouvernement kopen aan de Koornaard, de huidige Vlasmarkt. Het betrof een deel van het voormalige Prinsenhof. Hier zetelden vanaf de 17e eeuw de militaire gouverneurs van Dendermonde.
Vanaf 1838 werden ingrijpende verbouwingen doorgevoerd om het gebouw geschikt te maken als klooster. Daartoe behoorde ook de inrichting van een kapel. In 1880 werd ook de grond gekocht waarop eerder de Gendarmerie gevestigd was. Een nieuwe kapel werd ingericht en nieuwe vleugels werden gebouwd. De verwoestingen in 1914 door de Duitse bezetter maakten de bouw van een geheel nieuw klooster noodzakelijk. Dit geschiedde in 1921-1923 naar ontwerp van Henri Valcke. In 1928 werd een neogotisch altaar aangebracht.
Uiteindelijk werd het klooster opgeheven en in de gebouwen kwamen bejaardenappartementen tot stand.

## Gebouw
De kapel bevindt zich op de binnenplaats van het klooster en is vanaf de openbare weg niet te zien. Het betreft een eenbeukige bakstenen georiënteerde kapel met driezijdig afgesloten koor. De kapel wordt overkluisd door een kruisribgewelf. Het neogotisch interieur werd in 1965 door een modernere inrichting vervangen.
Het klooster heeft een vierkante plattegrond en bestaat uit vier, om een binnenplaats gegroepeerde, vleugels. Het is in Vlaamse neorenaissancestijl opgetrokken en het middenrisaliet aan de straatgevel heeft een trapgevel.